# 孙梦雅
孙梦雅（2001年5月3日—），中国女子皮划艇运动员。2021年代表中国队参加在日本东京举行的2020年夏季奥林匹克运动会皮划艇比赛中，和队友徐诗晓获得皮划艇女子双人加拿大式艇500米（C2）比赛中获得金牌，并创造该项目奥运会最好成绩。
徐诗晓/孙梦雅在2019年世界皮划艇竞速锦标赛上夺得了女子双人划艇500米的冠军，并在2019赛季在各种赛事中保持全胜。这对组合在2019赛季至2024赛季的国际大赛中始终保持不败。
2022年5月3日被授予中国青年五四奖章。